# Nueva Granada, Honduras
Nueva Granada är en ort i Honduras.   Den ligger i departementet Departamento de Cortés, i den västra delen av landet, 150 km nordväst om huvudstaden Tegucigalpa. Nueva Granada ligger 466 meter över havet och antalet invånare är 939.
Terrängen runt Nueva Granada är lite bergig. Runt Nueva Granada är det ganska glesbefolkat, med 31 invånare per kvadratkilometer. Närmaste större samhälle är Potrerillos, 19,3 km nordost om Nueva Granada.  